# Pachnobia xena
Pachnobia xena là một loài bướm đêm trong họ Noctuidae.